# ريتشارد دين
ريتشارد دين (بالإنجليزية: Richard Dean)‏ هو مصور وعارض أمريكي، ولد في 15 مايو 1956، وتوفي في 27 ديسمبر 2006 بسبب سرطان البنكرياس.

## وصلات خارجية
- ريتشارد دين على موقع IMDb (الإنجليزية)